# Anton Gvajc
Anton Gvajc (Ljubljana, 1865. augusztus 21. – Brežice, 1935. augusztus 3.) szlovén festő.

## Élete
1886-ban apja kérésére Bécsbe ment építéstechnikát tanulni, de már a következő évben beiratkozott a Művészeti Akadémiára, ahol August Eisenmengernél, Christian Griepenkerlnél, Siegmund L’Allemandnél tanult. 1891 után Josef Matthias Trenkwaldnál folytatta a tanulmányait.
1895-től rajztanárként dolgozott a goriziai női tanári szemináriumban. 1916-ban az első világháború eseményei során a Gvajc-házat a benne lévő festményekkel együtt az olasz csapatok megsemmisítették. Gvajcnak sikerült megszöknie, egy ideig a testvérével Bleiburgban élt. 1919-ben Triesztben tanári állást kapott, a következő évtől kezdve Mariborban telepedett le, ahol a férfitanári szemináriumban tanított, és az Ivan Grohar Művészklub vezetője volt.
Gvajc elsősorban tájfestészettel foglalkozott, mindig szigorú realizmussal. Szülőföldje, Szlovénia békés tájait, az egyszerű hétköznapi élet jeleneteit kedvelte. 
Leghíresebb művei: Az elhagyott énekes, Sürgős ima, Jeruzsálem városának építése és védelme, Találkozás, Pásztorlány, Drága tyúkjaim, Az erdő, Cseresznye és füge, Tavasz, Erdőben, Pihenés és Holdfény.
1900-ban bemutatta műveit az első szlovén művészeti kiállításon, Goriziában Anton Dermote házában. 1912 júliusában a Jakopič pavilonban, 1924-ben a szlovén műalkotások kiállításán Hodoninban láthatták a festményeit, valamint Triesztben, Zágrábban, Belgrádban, Ljubljanában, Mariborban és Szófiában.

## Képgaléria

Anton Gvajc festményei
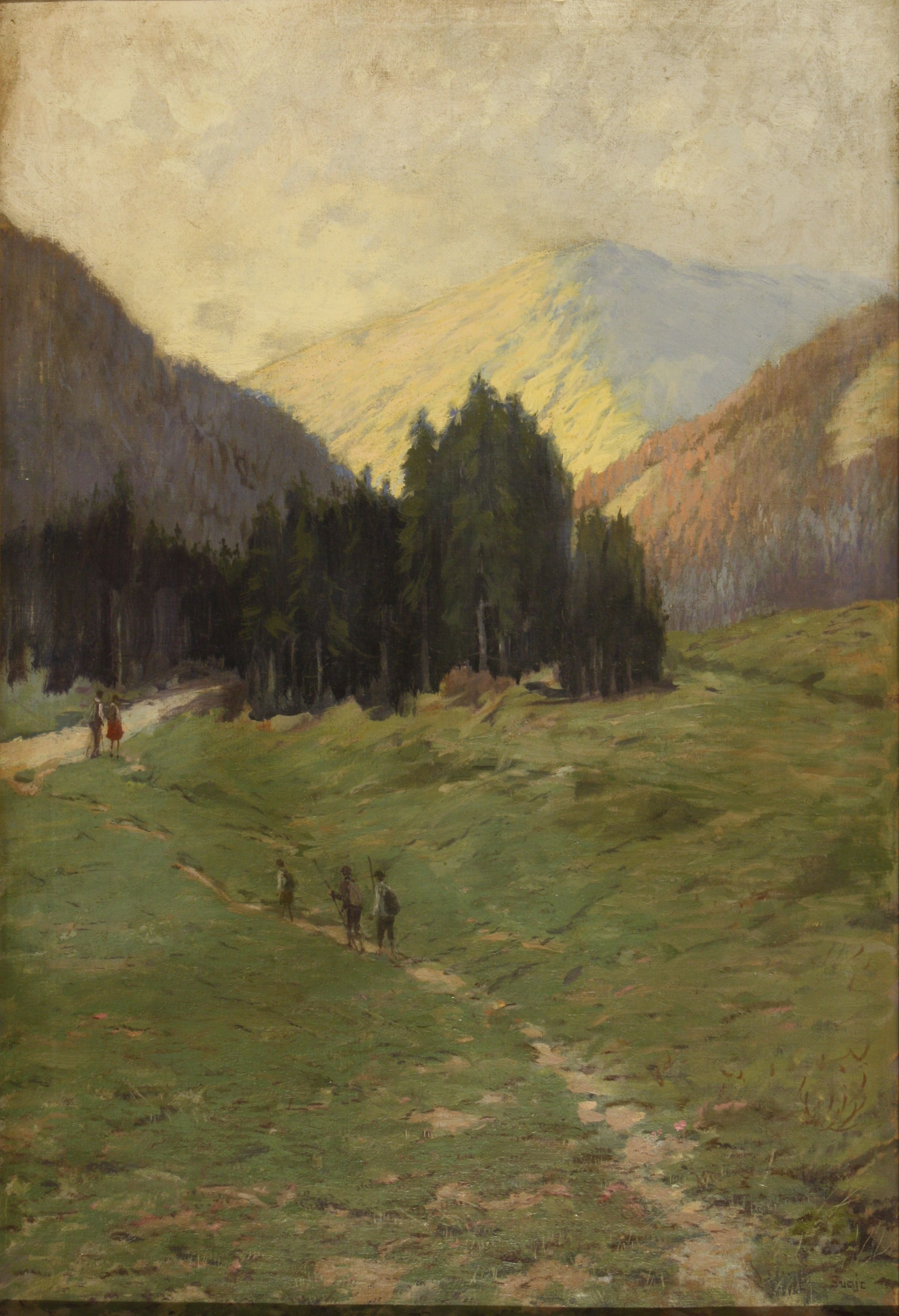
Hegyi táj (1925 körül)
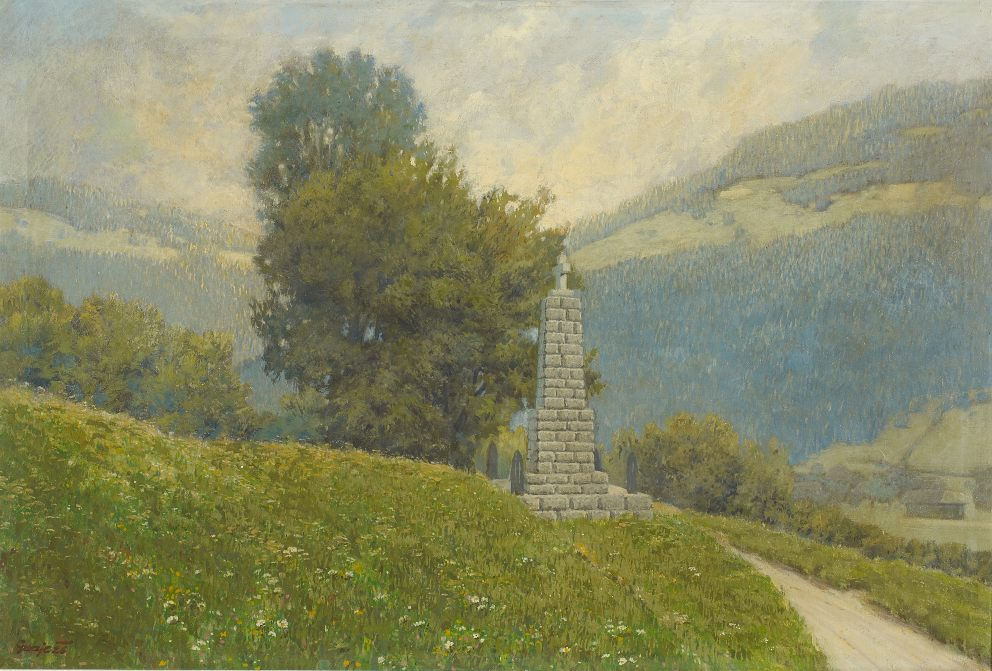
Malgajev emlékműve (1926)
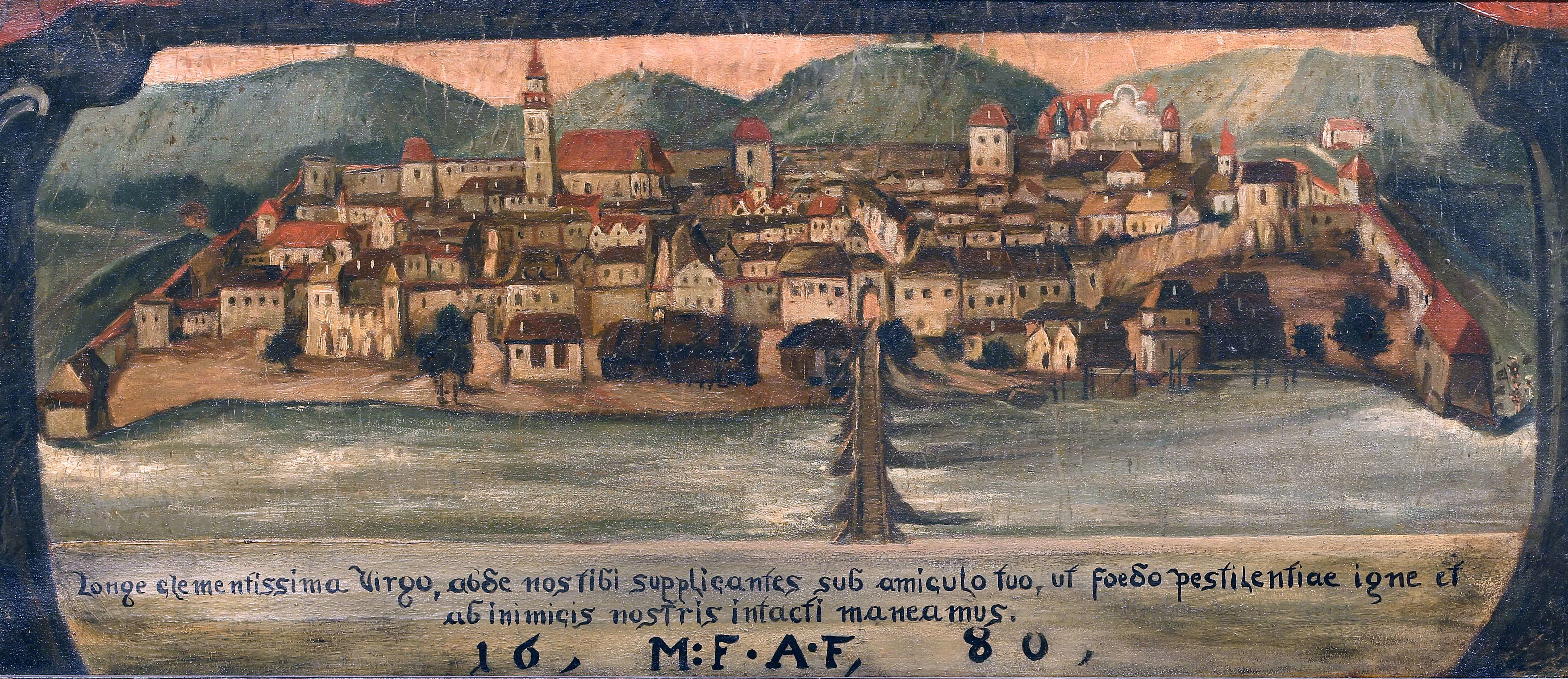
Maribor 1861 körül (1928)
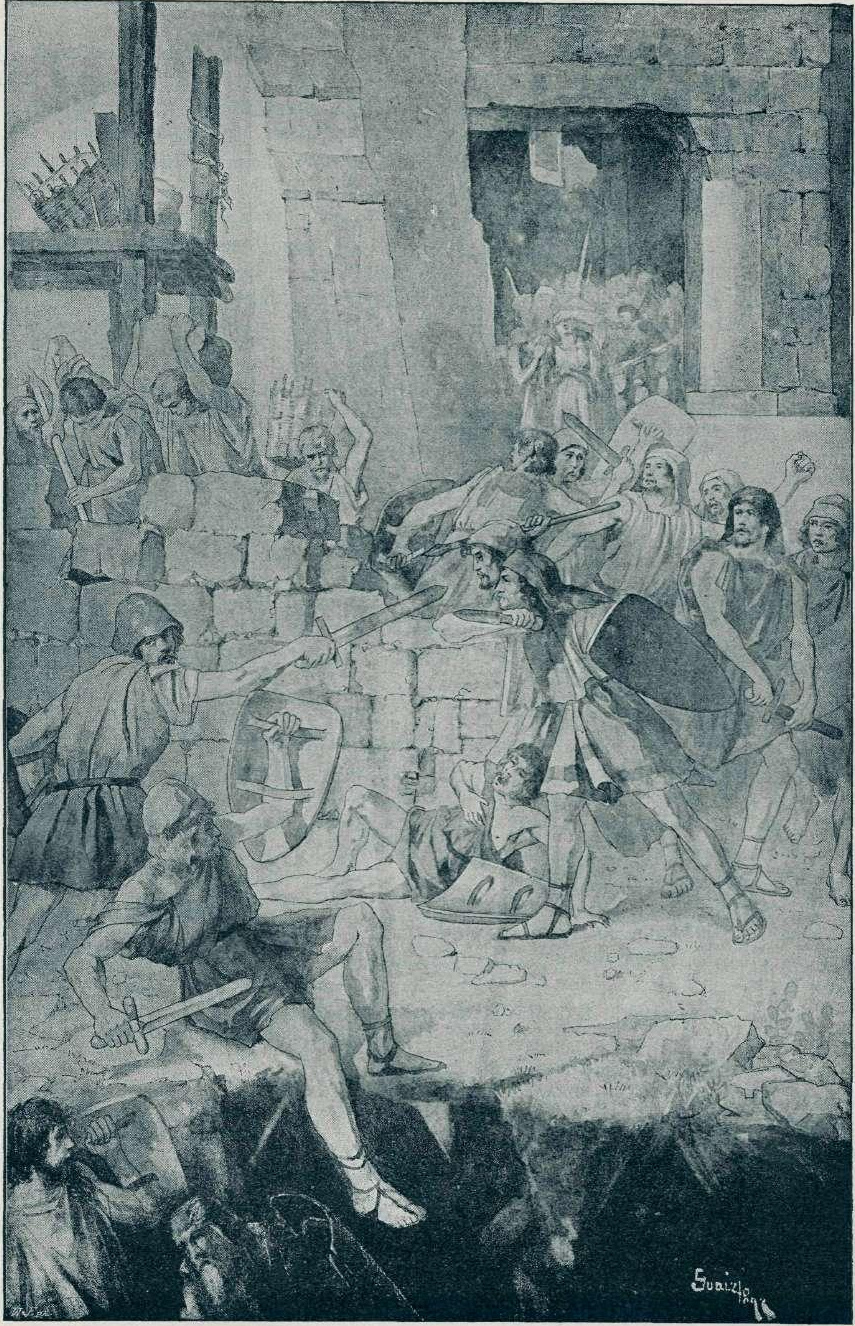
Jeruzsálem városának építése és védelme
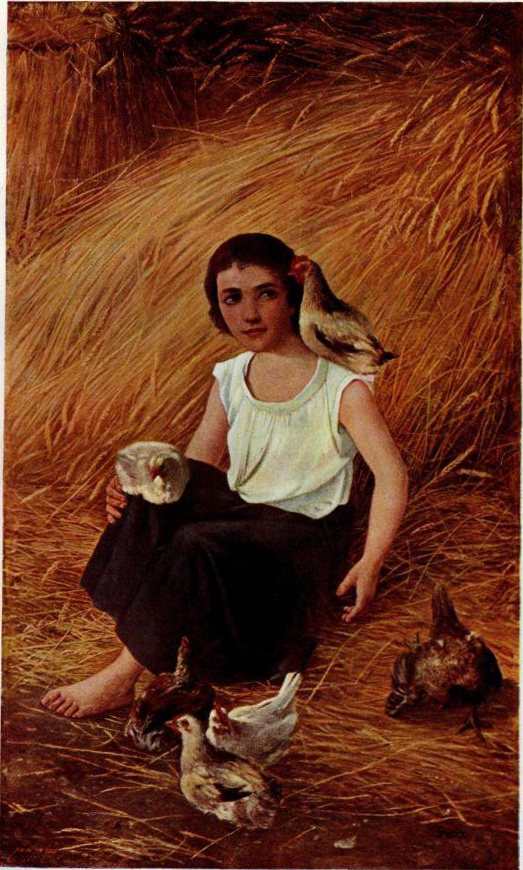
Drága tyúkjaim (1903)
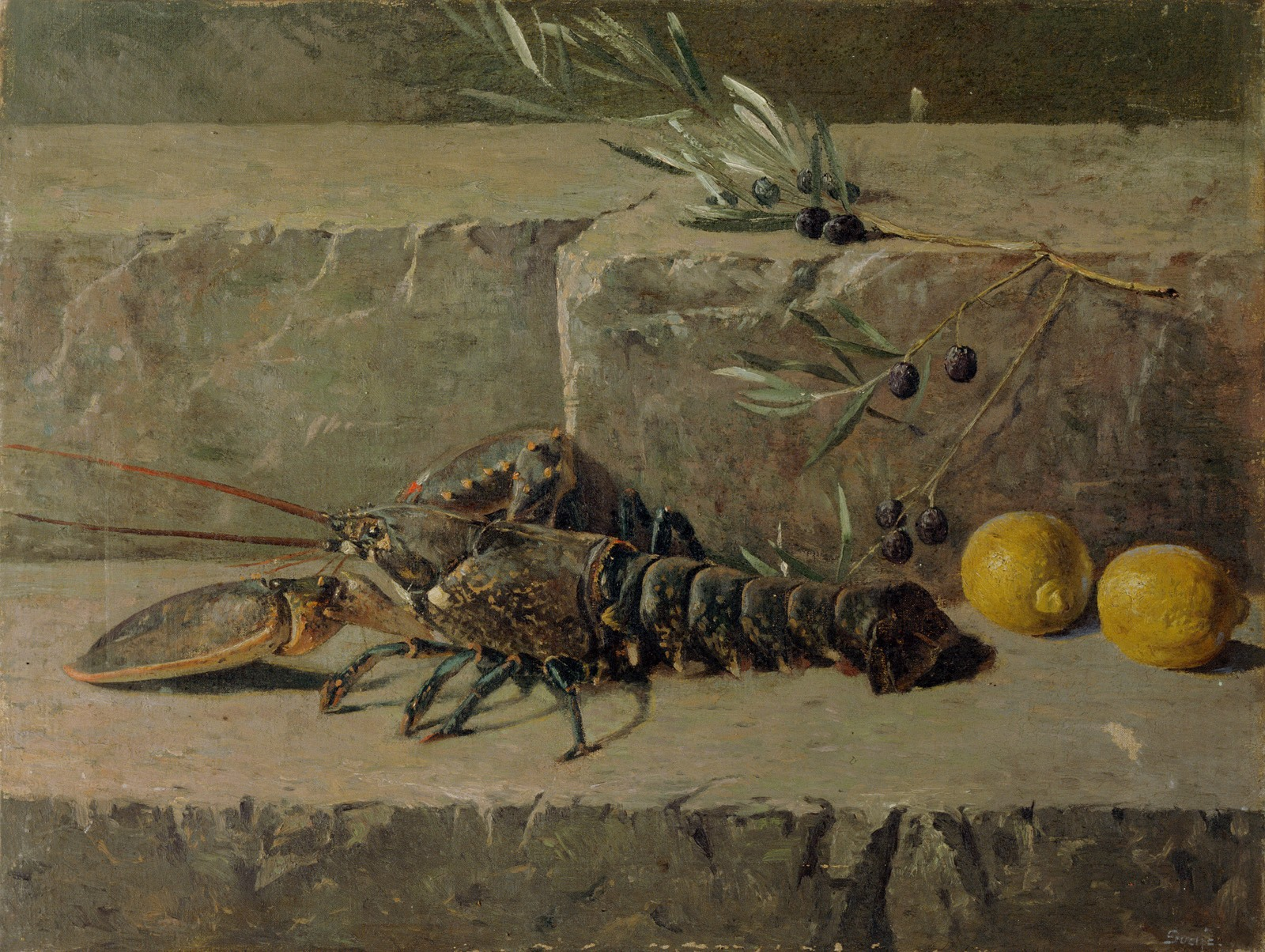
Homár (1900)

## Fordítás
Ez a szócikk részben vagy egészben  a(z)   Гвайц, Антон című orosz Wikipédia-szócikk ezen változatának fordításán alapul.  Az eredeti cikk szerkesztőit annak laptörténete sorolja fel. Ez a jelzés csupán a megfogalmazás eredetét és a szerzői jogokat jelzi, nem szolgál a cikkben szereplő információk forrásmegjelöléseként.